# Saxifraga x jaeggiana
Saxifraga x jaeggiana es una planta herbácea de la familia de las saxifragáceas.
Es un híbrido compuesto por las especies Saxifraga cotyledon y	Saxifraga cuneifolia.

## Taxonomía
Saxifraga x jaeggiana fue descrita por Christian Georg Brügger y publicado en Jahresber. Naturf. Ges. Graubündens II, 22: xxix 1879. 
Etimología
Saxifraga: nombre genérico que viene del latín saxum, ("piedra") y frangere, ("romper, quebrar"). Estas plantas se llaman así por su capacidad, según los antiguos, de romper las piedras con sus fuertes raíces. Así lo afirmaba Plinio, por ejemplo.
jaeggiana: epíteto que significa "como el género Jaeggia".